# Any Human Heart
Any Human Heart è una miniserie inglese in quattro puntate tratte dal romanzo di William Boyd Ogni cuore umano. Annunciata nell'aprile 2010 è stata trasmessa dal 21 novembre al 12 dicembre 2010 e distribuita in dvd il 27 dicembre dello stesso anno.

## Cast
- Sam Claflin interpreta il giovane Logan Mountstuart.
- Matthew Macfadyen interpreta Logan Mountstuart alla mezza età.
- Jim Broadbent interpreta l'anziano Logan Mountstuart.
- Hayley Atwell interpreta Freya, seconda moglie di Logan. La loro relazione inizia con una tresca, ma ben presto si sposano e hanno una figlia. Mentre Logan è per errore incarcerato in Svizzera Freya e la loro bambina muoiono sotto i bombardamenti di Londra della seconda guerra mondiale.
- Kim Catrall è Gloria, moglie e poi ex del miglior amico di Logan, Peter Scabius (impersonato da Samuel West). Logan ha una relazione con Gloria, che poi si trasferisce da lui per morire poco dopo di cancro.
- Gillian Anderson interpreta Wallis Simpson.
- Tom Hollander interpreta Edoardo, duca di Windsor.
- Pascal Langdale interpreta Dr Roissansac un medico che appare a metà della serie, su di lui si sa poco.